# 四腳亭砲台
25°07′00″N 121°46′52″E / 25.116800°N 121.781162°E
四腳亭砲台，又名深澳山堡壘，是台灣新北市瑞芳區四腳亭的一個砲台遺址，過去曾是基隆要塞司令部的要塞轄內設施，位於瑞芳區深澳坑和基隆市月眉山的交界處。是台灣目前規模最大、保存最完整的內陸型砲台。

## 歷史
台灣於光緒二十一年（西元1895年）接受日本統治後，日軍隨即起調查和測繪基隆各砲臺之標高和配備，深澳山堡壘始建於1901年（明治34年），竣工於1903年（明治36年），是台灣總督府築城部基隆分部因應日俄戰爭修建的防禦工程之一，建設目地是防基隆港灣的砲臺掩護陣地，標高203-206公尺，面積約9公頃（90,117平方公尺），1903年（明治34年）時設有有一座高砲臺、兩座低砲臺，每座砲臺置兩門加農砲，共六門。1908年（明治41年）至1909年（明治42年）間再築兵舍。與鄰近的公山尾砲臺和槓子寮砲臺，為同時監控瑞芳地區前往基隆陸路用處防禦任務的重大要塞。
昭和時期，由於防衛形式的改變使基隆要塞縮編，使部分堡壘砲台相繼除籍，深澳山堡壘於昭和七年(1932年)除籍，並因此撤除相關火砲設施，光復後，四腳亭砲台並未被國軍接收，亦因無人使用而日趨殘破。
2001年11月，四腳亭砲台被台北縣政府（現新北市政府）列為新北市三級古蹟，2004年開始進行古蹟修復，2009年完工後始呈今貌。。

## 平面配置與構造
深澳山堡壘系統依照深澳山與周圍地形而興建，為內陸型砲台，面積約為99.117平方公尺，主要共分上下系統，兵營區並設有五座掩蔽部（營舍）及彈廠、裝藥填置所、監所衛舍等軍事建築設施。其中掩蔽部（洞窟營房）為石材拱券結構，拱券頂上設有排氣陶管，彈廠、裝藥調製所、炸藥填實所共同使用空間為磚木構造，現僅存牆體遺跡，砲具庫僅存基座殘跡。
砲台本體由高砲台及低砲台所構成，標高分別為204公尺和186公尺。高砲台位於東北側高地，由一砲座兩門砲配置為主。在日俄戰爭後設有圓形平面的觀測所一座。低砲台位於東南側稍顯低於高砲台的高地處，由一砲座兩門砲配置的兩座砲座為主。西側尚有階梯可通往火藥支庫。

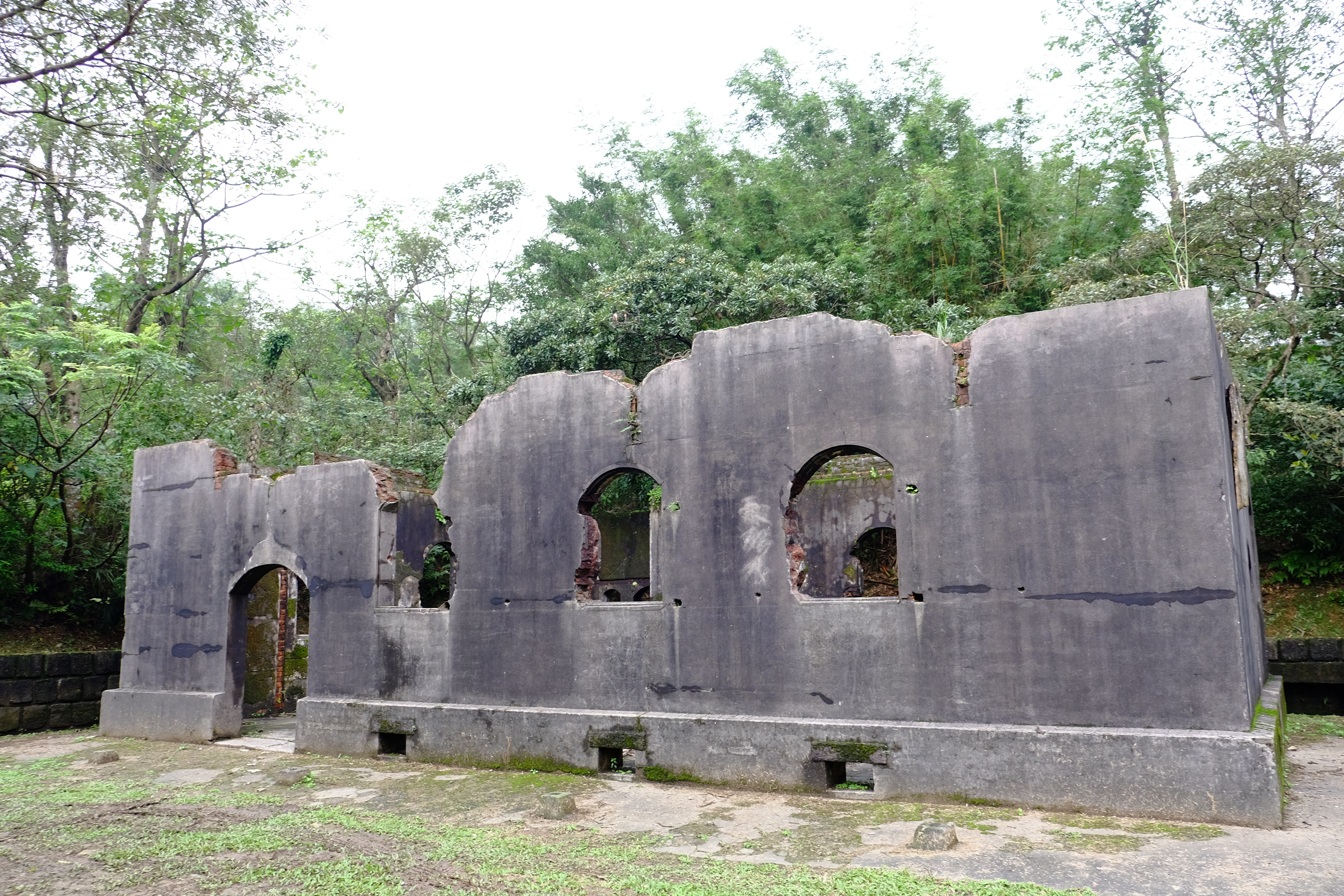
四腳亭砲台監所衛舍
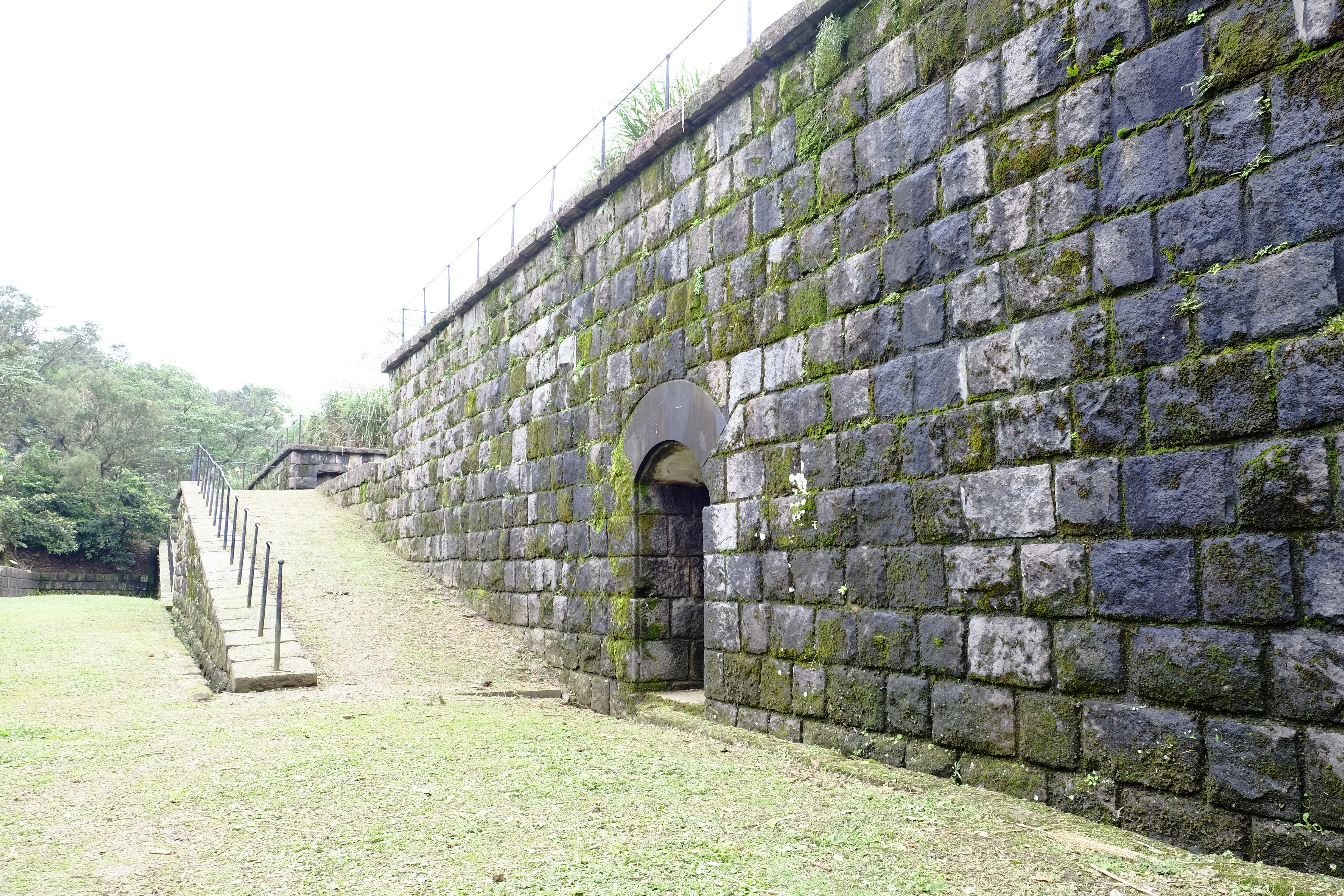
四腳亭砲台高砲台
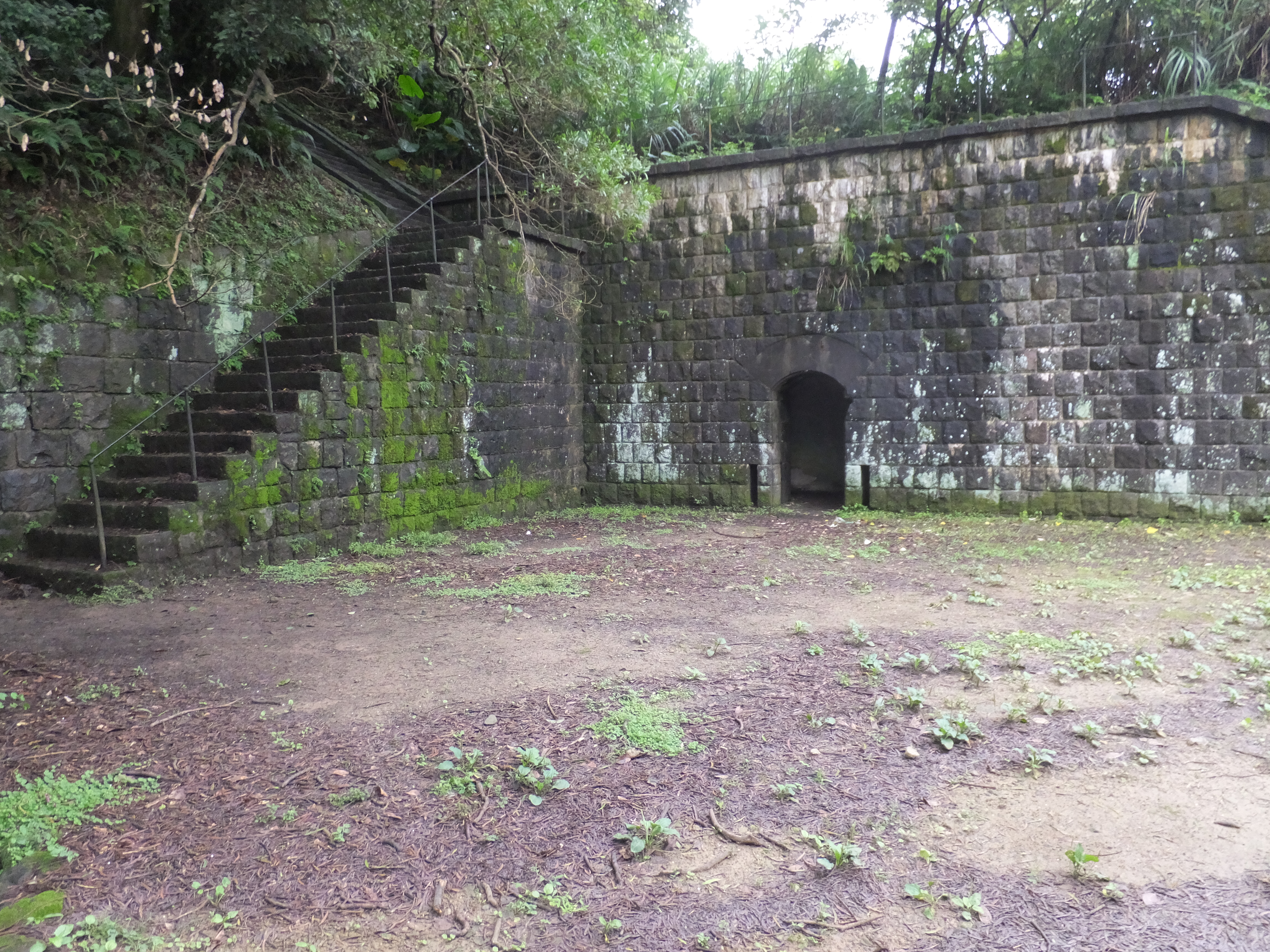
四腳亭砲台低砲台
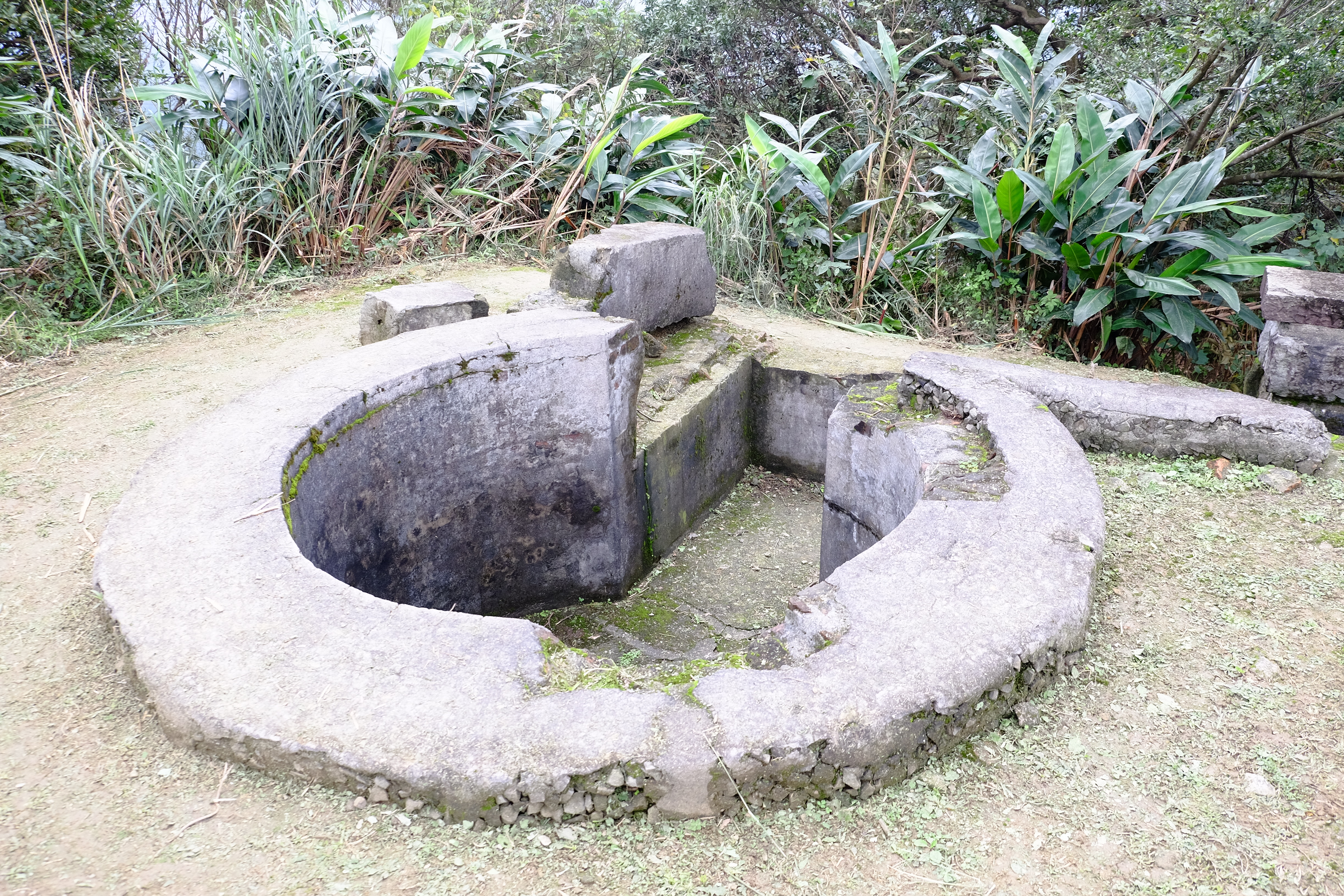
四腳亭砲台觀測所

## 外部連結
- 國立公文書館亞洲歷史資料中心《深澳堡塁建築の件》陸軍省-軍事機密受領編冊-M34-3-64，明治34年5月
- 國立公文書館亞洲歷史資料中心《基隆要塞深澳堡塁槓仔察堡塁間連絡交通路 竣功書》陸軍省-密大日記-M36-2-4，明治三十六年六月二十三日